# Shufu
Shufu (chiń. 疏附县; pinyin: Shūfù Xiàn; ujg. قەشقەر كونا شەھەر ناھىيىسى, Qeshqer Kona Sheher Nahiyisi) – powiat w zachodnich Chinach, w regionie autonomicznym Sinciang, w prefekturze Kaszgar. W 2000 roku liczył 345 282 mieszkańców.